# بوژخه
بوژخه (به لهستانی:  Borzychy) یک روستا در لهستان است که در گمینا لیو واقع شده‌است.